# 7695 Přemysl
7695 Přemysl là một tiểu hành tinh vành đai chính với chu kỳ quỹ đạo là 1273.3646947 ngày (3.49 năm).
Nó được phát hiện ngày 27 tháng 11 năm 1984.